# 도리스 컨스 굿윈

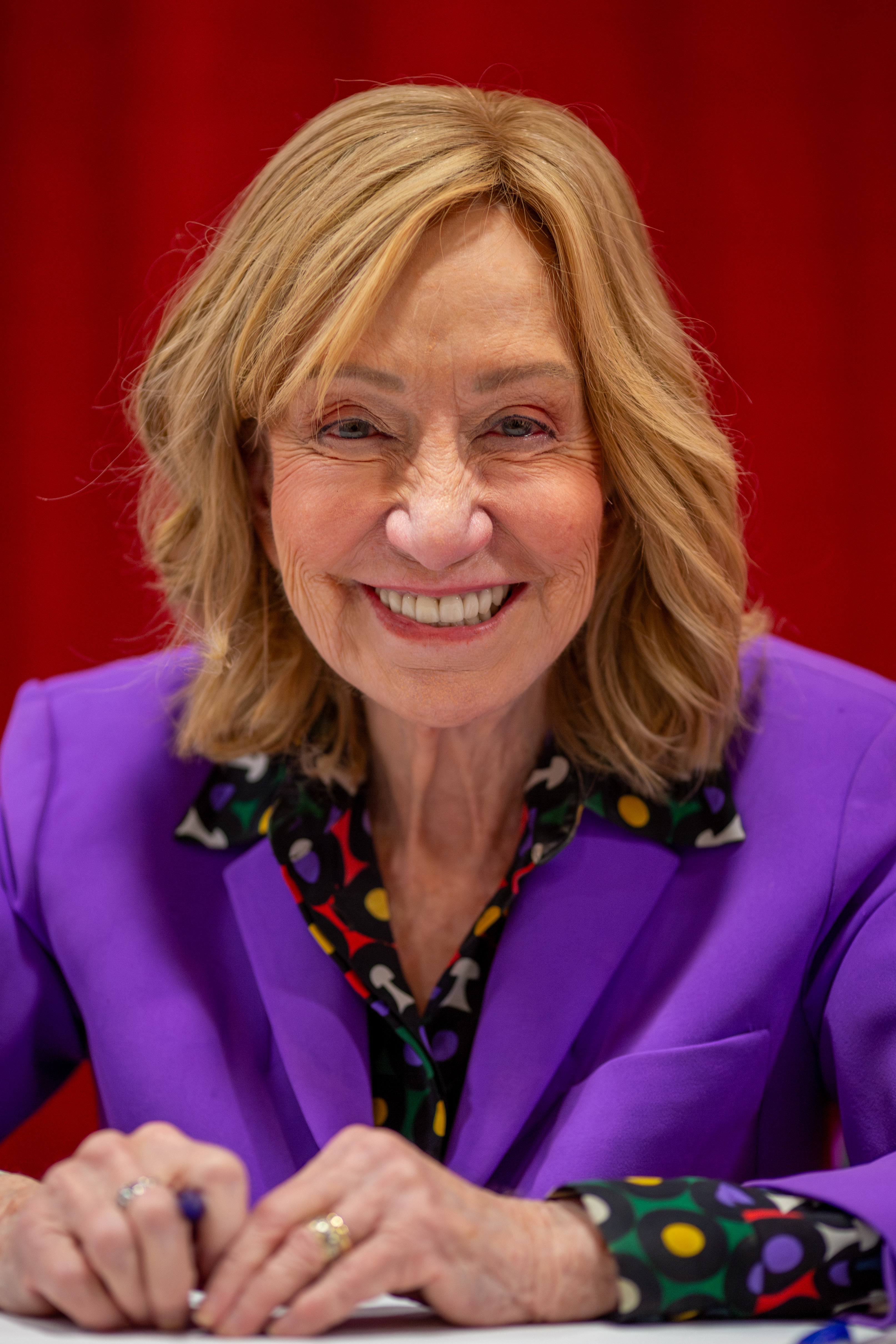
2024년 모습

도리스 컨스 굿윈(영어: Doris Kearns Goodwin, 1943년 1월 4일~)은 미국의 전기작가, 역사가, 시사평론가다. 주로 미국의 대통령에 관한 책을 썼다. 《평범하지 않은 시간》으로 1995년 퓰리처상을 받았다.

## 저작 목록
- 《린든 존슨과 미국의 꿈》(Lyndon Johnson and the America Dream). 1977.
- 《피츠제럴드가와 케네디가》(The Fitzgeralds and the Kennedys: An American Saga). 1987.
- 《평범하지 않은 시간: 프랭클린과 엘리너 루스벨트: 2차 대전의 내부 전선》(No Ordinary Time: Franklin and Eleanor Roosevelt: The Home Front in World War II). 1995.
- 《다음 해까지 기다려라: 회고록》(Wait Till Next Year: A Memoir). 1997.
- 《매 4년: 1896년부터 2000년까지 대선 운동》(Every Four Years: Presidential Campaign Coverage from 1896 to 2000). 2000.
- 《권력의 조건: 라이벌까지 끌어안은 링컨의 포용 리더쉽》(Team of Rivals: The Political Genius of Abraham Lincoln). 2005.